# Faith Osier
Faith Hope Among’in Osier (* 1972 in Kenia) ist eine kenianische Kinderärztin und Immunologin, deren größtes Anliegen die Ausrottung der Malaria ist. Daneben hat sie sich zur Aufgabe gemacht, junge Wissenschaftler in Afrika an die globale Spitzenforschung heranzuführen.

## Ausbildung
Faith Osier wurde 1972 in Kenia geboren. Nach ihrem Abitur studierte sie an der Universität von Nairobi, an der sie 1996 mit dem Grad eines Bachelor in Medizin (MBChB) ihr Studium abschloss. Danach praktizierte sie zwei Jahre am Coast General Provincial Hospital in Mombasa und wechselte danach an das Kilifi District Hospital. Sie beschloss, sich auf Kindermedizin zu spezialisieren, zog nach Großbritannien und wurde Mitglied des Royal College für Kinderheilkunde und Kindergesundheit in England. An der University of Liverpool setzte sie ihr Medizinstudium fort und schloss es 2004 mit einer Arbeit zum menschlichen Immunsystem mit einem Mastergrad und mit Auszeichnung (bester Student de Jahres) ab. 2008 promovierte sie an der Open University zum Doktor der Biologie mit einer Dissertation mit dem Titel Immunantworten auf polymorphe Antigene und Schutz vor schwerer Malaria bei kenianischen Kindern. Als Postdoktorandin und Kinderärztin war sie anschließend in Oxford sowie erneut in Kilifi in Kenia tätig; seit 2010 arbeitete sie dort als klinische Wissenschaftliche Mitarbeiterin. Von 2011 bis 2013 war sie außerdem Forschungsstipendiatin am Burnet Institute for Medical Research in Melbourne (Australien).

## Karriere
Nach ihrer Promotion machte Osier die Malariaforschung zu ihrem Hauptanliegen. Ausgestattet mit einem Preis des Wellcome Trusts und des Medical Research Council (UK) erhielt sie 2014 eine Gastprofessur für Immunologie an der University of Oxford. Auch in Deutschland auf Osier aufmerksam geworden, wurde sie 2016 mit dem Sofja Kovalevskaja-Preis ausgezeichnet und wechselte im selben Jahr an die Universität Heidelberg, an der sie als Arbeitsgruppenleiterin ihre Malariaforschung fortsetzte. Parallel dazu betreut sie ein von ihr zusammengestelltes Team junger Afrikaner und Afrikanerinnen am KEMRI-Wellcome Trust Research Programm in Kilifi in Kenia.
Faith Osier ist die derzeitige Präsidentin der International Union of Immunological Societies, eine Position, die sie bis 2022 innehaben wird.

## Preise und Auszeichnungen
- 2004 Prize for Best Student of the Year (2004), Department of Immunology, University of Liverpool, UK;
- 2011 Best oral presentation by a post-doc, “Malaria in Melbourne” – Walter and Eliza Hall Institute, Melbourne, Australia;
- 2013 MRC/DfID African Research Leader – Medical Research Council, UK and the Department for International Development, UK;
- 2014 1st EVIMalaR Promising African Scientist Award – European Virtual Institute of Malaria Research;
- 2014 5th Merle A. Sande Health Leadership Award – Accordia Foundation, USA;
- 2014 Royal Society Pfizer Award – Royal Society, UK;
- 2016 Sofia Kovalevskaja Award – Alexander von Humboldt Foundation;
- 2017 Fellow, African Academy of Sciences, AAS
- 2018 TED Fellow – Technology, Entertainment and Design (TED), USA;
- 2019 #TOGETHERBAND Ambassador for UN Global Goal 3, Project Everyone[9][10];
- 2023 Mitglied der European Molecular Biology Organization.

## Publikationen
- Immune responses to polymorphic antigens and protection against severe malaria in Kenyan children, 2008, Dissertation Thesis (PhD)-Open University.
- Exposure to Multiple Parasites Is Associated with the Prevalence of Active Convulsive Epilepsy in Sub-Saharan Africa, 2014, PLoS Neglected Tropical Diseases, 8:5.
- Human Immunization With a Polymorphic Malaria Vaccine Candidate Induced Antibodies to Conserved Epitopes That Promote Functional Antibodies to Multiple Parasite Strains, 2018, Journal of infectious diseases.

## Nachweise
1. 1 2 3 4  Pressestelle: Kenianische Wissenschaftlerin wird in Heidelberg zu Malaria forschen. Universität Heidelberg, 1. August 2016, abgerufen am 23. April 2020.
2. ↑  About Us. Coast Province General Hospita, archiviert vom Original (nicht mehr online verfügbar) am 10. Februar 2020; abgerufen am 23. April 2020 (englisch).
3. ↑  District Hospital. Kilifi District Hospital, abgerufen am 23. April 2020 (englisch).
4. ↑  Short CV/Education and training. Academia Net, abgerufen am 24. April 2020 (englisch).
5. ↑  Faith Osier. University of Oxford, abgerufen am 24. April 2020 (englisch).
6. ↑  Kenyan Scientist Wins Top Scientific Prize. Nuffield Department of Medicine, archiviert vom Original (nicht mehr online verfügbar) am 25. Mai 2020; abgerufen am 24. April 2020 (englisch).
7. ↑  Make Malaria History. Faith Osier, abgerufen am 24. April 2020 (englisch).
8. ↑  Executive Committee. IUIS, archiviert vom Original (nicht mehr online verfügbar) am 12. August 2020; abgerufen am 24. April 2020 (englisch).
9. ↑  One World Together. #TOGETHERBAND, abgerufen am 24. April 2020.
10. ↑  Prof. Faith Osier. (PDF) Universität Heidelberg, S. 5, abgerufen am 24. April 2020 (englisch).

| Personendaten    | Personendaten                                               |
| ---------------- | ----------------------------------------------------------- |
| NAME             | Osier, Faith                                                |
| ALTERNATIVNAMEN  | Osier, Faith Hope Among’in                                  |
| KURZBESCHREIBUNG | kenianische Medizinerin, Immunologin und Lehrstuhlinhaberin |
| GEBURTSDATUM     | 1972                                                        |
| GEBURTSORT       | Kenia                                                       |